# في فم الجنون (فلم)
في فم الجنون (و يعرف أيضا باسم جون كاربنتر في فم الجنون) فيلم رعب منتج عام 1995 من إخراج جون كاربنتر ومن تأليف مايكل دى لوكا، والذي كان في ذلك الوقت مديرا لشركة نيو لاين سينما
و الفيلم هو ثالث ما أسماه جون كاربنتر بثلاثية الرؤيا النبوءية.و سبقه الشئ وأمير الظلام

## قصة الفيلم
تتتبع القصة المحقق الخاص جون ترنت (قام بدوره سام نيل) والذي يتخصص في قضايا شركات التأمين.و قد استدعاه صاحب دار نشر (قام بدوره تشارلتون هستون) ليحقق في الاختفاء المزعوم للروائى وكاتب قصص الرعب المعروف الظاهرة، سوتر كين (قام بدوره يورجن بروكنو).و قد تلاشى واختفى ولم يعثر له على أثر قبل أن يتم روايته الراهنة، وطلب الناشر من ترنت أن يكتشف الأمر في حرص وحذر.و ظن ترنت أن الأمر برمته مجرد فرقعة إعلانية لكنه وافق على تولى القضية
ترنت ترافقه محررة كين وتدعى ليندا ستايلز (قامت بدورها جولى كارمن)، تعقبا واستقصيا خبر الكاتب حتى بلدة في ولاية نيو إنجلند النائية تسمى هوبز إند، وكان المعتقد في سابق الأمر أنها مجرد مكان خيالى في روايات كين.و هناك سرعان ما صار واضحا جليا أن الجدار الذي بين الواقع والخيال تلاشى أو غلفه الضباب والعتمة واهتز

## تحليل أحداث الفيلم
يتركز ويتمركز تحليلنا حول السمة الناقدة الساخرة التي تلقى الضوء وتمعن النظر في العلاقة بين الكاتب والقراء ويعلق بشكل متهكم على المخاوف الكثيرة الحالات من أن وسائل الترفيه والإعلام والتثقيف المليئة بمشاهد العنف ومواقفه يمكنها أن تنشئ وتحدث تأثيرات سيكولوجية (نفسانية) وتؤدى وتسبب للقارئ والمُشَاهِد أن يفقد الاتصال مع عالم الواقع وتنمى لديه سلوكا عنيفا.و قام محبو كين بأعمال شغب في المكتبات لما لم يتمكنوا من شراء روايته الأخيرة. ومع نهاية الفيلم كان المجتمع ذاته قد انهار وتداعى تحت وطأة أعمال العنف العشوائية والهستريا الجماعية
و قد عبر الفيلم أيضا عن الإشادة والتقدير لعمل كاتب الرعب هـ. ب. لافكرافت مع العديد من المراجع والاقتباسات والإشارات لقصصه وسماته.و عنوان الفيلم مأخوذ عن اسم إحدى أشهر قصص لافكرافت وتدعى «عند جبال الجنون» وقد لعب الجنون دورا عظيما للغاية في الفيلم كما كان في روايات لافكرافت.و افتتاحية الفيلم التي توضح حبس ترنت في مصحة عقلية مع عرض سريع وكثيف لأحداث القصة بطريقة الفلاش باك هي تقنية وطريقة شائعة ومعتادة لدى لافكرافت. والإشارة السريعة للكائنات القديمة (Old Ones) وهي كلمة غامضة تشير إلى الجان، الكائنات القديمة القادمة من أساطير السثولهو، كذلك شخصيات وترتيبات لافكرافت في الرواية (مثل مسز بيكمان).و كما كتب على شاشة الفيلم فان كتابات سوتر كين تتعاون مع ممرات مباشرة من مؤلفات لافكرافت
و عنصر سماتى آخر من الفيلم هو مسألة الإرادة الحرة.في المشاهد الافتتاحية يتفاخر بطل الرواية (ترنت) بحاله كمحقق شركة تأمين مستقل وحر قائلا:«أنا الرجل الذي أنشده.أنا نفسى.لا أحد يمسك بخيوطى ويحركنى سواى.أنا سعيد».هذه الحالة فيما بعد أثبتت جهلها وصارت مثار سخرية واستهزاء في ضوء وجوده وكينونته المعدة مسبقا كشخصية كتبها سوتر كين

## أبطال الفيلم
الممثل سام نيل في دور جون ترنت
الممثلة جولى كارمن في دور ليندا ستايلز
الممثل يورجن برونكو في دور سوتر كين
الممثل ديفيد وارنر في دور دكتور رين
الممثل جون جلوفر في دور سابرشتاين
الممثل بيرنى كازى في دور روبنسون
الممثل بيتر جيسون في دور مستر بول
الممثل تشارلتون هستون في دور جاكسون هارجلو
الممثلة فرانسيس باى في دور مسز بيكمان
الممثل فيلهلم فون هومبورج في دور سيمون
الممثل كيفن راشتون في دور الحارس رقم 1
الممثل جين ماك في دور الحارس رقم 2
الممثل كونراد برجشنايدر في دور المجنون ذى البلطة (الفأس)
الممثل ميرفين سكوت في دور مقدم تقرير إخبارى
الممثلة كاثرين أشبى في دور موظفة الاستقبال

## طرائف من كواليس الفيلم
في كل تركيز للكاميرا وتقريب كان الممثلون زرق العينين (يرتدون عدسات ملونة لو لم تكن عيونهم زرقاء بشكل طبيعى).ذلك يعكس إحدى تعليقات سوتر كين أن لونه المفضل هو الأزرق وأنه صار إلها الآن

## وصلات خارجية
- مقالات تستعمل روابط فنية بلا صلة مع ويكي بيانات